# Frank Spellman
Frank Isaac Spellman (Malvern, 17 de setembro de 1922 – 12 de janeiro de 2017, em Gulf Breeze) foi um halterofilista americano.
Ficou em terceiro no Campeonato Mundial de 1946, ficou em segundo posto no campeonato de 1947, e ganhou medalha de ouro nos Jogos Olímpicos de 1948, em Londres, na categoria até 75 kg, a frente de seu compatriota Peter George.
Em 1950 ele ganhou medalha de ouro em halterofilismo nos Jogos da Macabíada em Israel.
Também foi fotógrafo profissional.